# Andrzej Kordik
Andrzej Jan Kordik (ur. 8 listopada 1933 we Lwowie, zm. 27 stycznia 1999 we Wrocławiu) – polski prawnik, specjalista z zakresu procedury karnej, pracownik naukowy Uniwersytetu Wrocławskiego.

## Życiorys
Absolwent III Liceum Ogólnokształcącego we Wrocławiu. W 1956 roku ukończył studia na Wydziale Prawa Uniwersytetu Wrocławskiego. Od 1957 roku zatrudniony jako asystent w Katedrze Postępowania Karnego. W 1963 roku obronił pracę doktorską pt. Przyspieszone postępowanie karne w teorii i praktyce, której promotorem był prof. Witold Świda. Należał do grona współpracowników prof. Marii Lipczyńskiej. W 1963 roku został zatrudniony na stanowisku adiunkta, a w 1968 – docenta.
Jego zainteresowania badawcze koncentrowały się wokół trybów szczególnych i środków zaskarżania w procesie karnym, którym to zagadnieniom poświęcił większość swojego dorobku naukowego, składającego się z ok. 60 pozycji. Był również autorem i współautorem licznych skryptów i podręczników. Wypromował 3 doktorów (Z. Iwaszkiewicz, S. Adamczak, W. Posnow). Zdążył ukończyć rozprawę habilitacyjną dotyczącą instytucji warunkowego zawieszenia wykonania kary, jednak przedwczesna śmierć uniemożliwiła mu przystąpienie do kolokwium habilitacyjnego.
Pełnił liczne funkcje administracyjne na Wydziale Prawa Uniwersytetu Wrocławskiego. Był prodziekanem, kierownikiem zamiejscowych punktów konsultacyjnych, komendantem zgrupowania studentów na praktykach robotniczych w Wędrzynie oraz przewodniczącym Rady ds. Młodzieży na Uniwersytecie Wrocławskim. Był zaangażowanym dydaktykiem. Po śmierci M. Lipczyńskiej w latach 1984–1990 kierował Katedrą Postępowania Karnego.
Za wybitne osiągnięcia naukowe, dydaktyczne i organizacyjne odznaczony został licznymi odznaczeniami państwowymi i regionalnymi oraz nagrodami Ministra Sprawiedliwości i Ministra Nauki, Szkolnictwa Wyższego i Techniki.
Żonaty, miał jedną córkę. Pochowany na Cmentarzu św. Wawrzyńca we Wrocławiu.

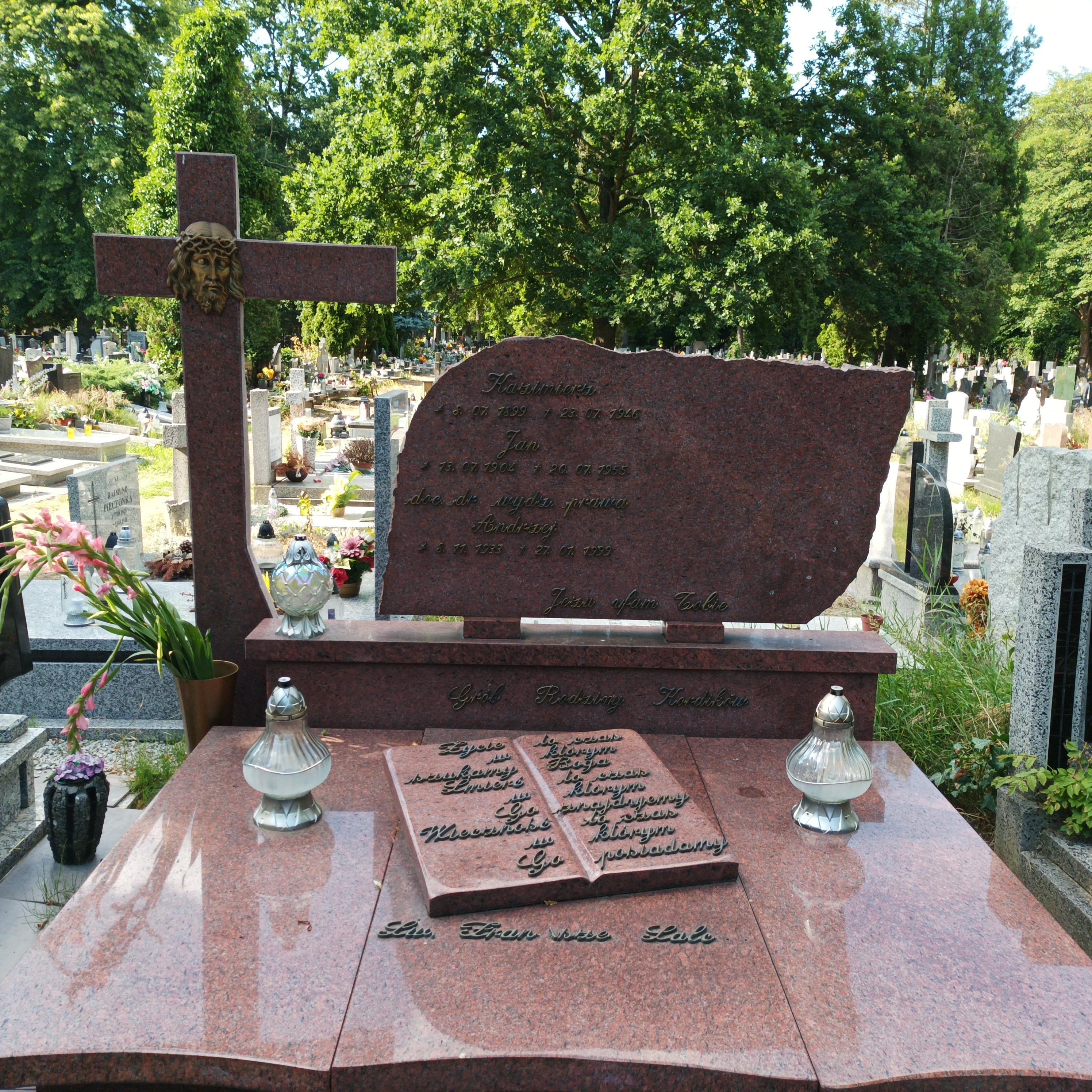
Grób Andrzeja Kordika na cmentarzu św. Wawrzyńca we Wrocławiu

## Wybór prac
- Przyspieszone postępowanie karne w teorii i praktyce (niepubl. praca doktorska), Wrocław 1962
- Stosowanie tymczasowego aresztowania w postępowaniu przygotowawczym, Nowe Prawo 1972, nr 11
- Polski proces karny, cz. 2-3 (współautorzy: Z. Kegel, M. Lipczyńska) Warszawa 1971
- Warunkowe zawieszenie wykonania kary w systemie środków probacyjnych i jego efektywność, Wrocław 1998[5]